# 扎羅日內
49°56′50″N 36°41′21″E / 49.94722°N 36.68917°E
扎羅日內（烏克蘭語：Зарожне）是烏克蘭東部的村莊，由哈爾科夫州丘胡伊夫区的丘胡伊夫市鎮負責管轄。該村始建於1645年，面積4.04平方公里，海拔高度144米，2001年人口731，人口密度每平方公里180.9人。